# Nowe Budy (Białoruś)
Nowe Budy (biał. Новыя Буды; ros. Новые Буды) – wieś na Białorusi, w obwodzie brzeskim, w rejonie lachowickim, w sielsowiecie Honczary.
Znajduje tu się przystanek kolejowy Budy, położony na linii Równe – Baranowicze – Wilno.

## Historia
W dwudziestoleciu międzywojennym leżały w Polsce, w województwie nowogródzkim, w powiecie baranowickim, w gminie Niedźwiedzica. W 1921 miejscowość liczyła 206 mieszkańców, zamieszkałych w 22 budynkach, w tym 131 Białorusinów, 46 Polaków i 29 Żydów. 114 mieszkańców było wyznania prawosławnego, 63 rzymskokatolickiego i 29 mojżeszowego.
Po II wojnie światowej w granicach Związku Sowieckiego. Od 1991 w niepodległej Białorusi.